# Pierre Gaillouste
Pierre Gaillouste, né le 1er aout 1989 à Agen (Lot-et-Garonne), est un arbitre fédérale français de football. Ex-arbitre international FIFA.

## Biographie

### Débuts et parcours
Pierre Gaillouste est un arbitre français de football, reconnu pour son ascension dans le monde de l'arbitrage jusqu'à la Ligue 1. Natif d'Agen, il grandit à Nevers. Alors qu'il joue en club, dans la Nièvre, il découvre l'arbitrage à l'âge de 17 ans, au cours d'un tournoi de football. Il décide rapidement de s'engager pleinement dans cette voie, motivé par les opportunités offertes par cette fonction.
Pierre Gaillouste commence son parcours en arbitrant les matchs de jeunes en district le samedi tout en continuant à jouer le dimanche. Après une évolution au niveau régional, il obtient le statut de Jeune Arbitre Fédéral (JAF). À ce moment, il fait un choix décisif : il abandonne son rôle de joueur pour se consacrer exclusivement à l’arbitrage.
Son engagement porte ses fruits : après trois ans en tant que JAF, il officie comme quatrième arbitre lors de la finale de la Coupe Gambardella, une expérience marquante. Il gravit ensuite les échelons fédéraux : F5, F4, F3, puis F2. En 2023, il est promu arbitre de Ligue 1, une consécration pour son parcours. Il se blessera au cours de la première période du match Lens-Strasbourg le 07 avril 2023 et sera remplacé à la pause par Rémy Landry.
Il participe au cours de sa carrière à de nombreuses missions de promotion de l'arbitrage.

### Promotion internationale
En janvier 2023, Pierre Gaillouste est promu au rang d’arbitre international FIFA, marquant une étape importante de sa carrière,.

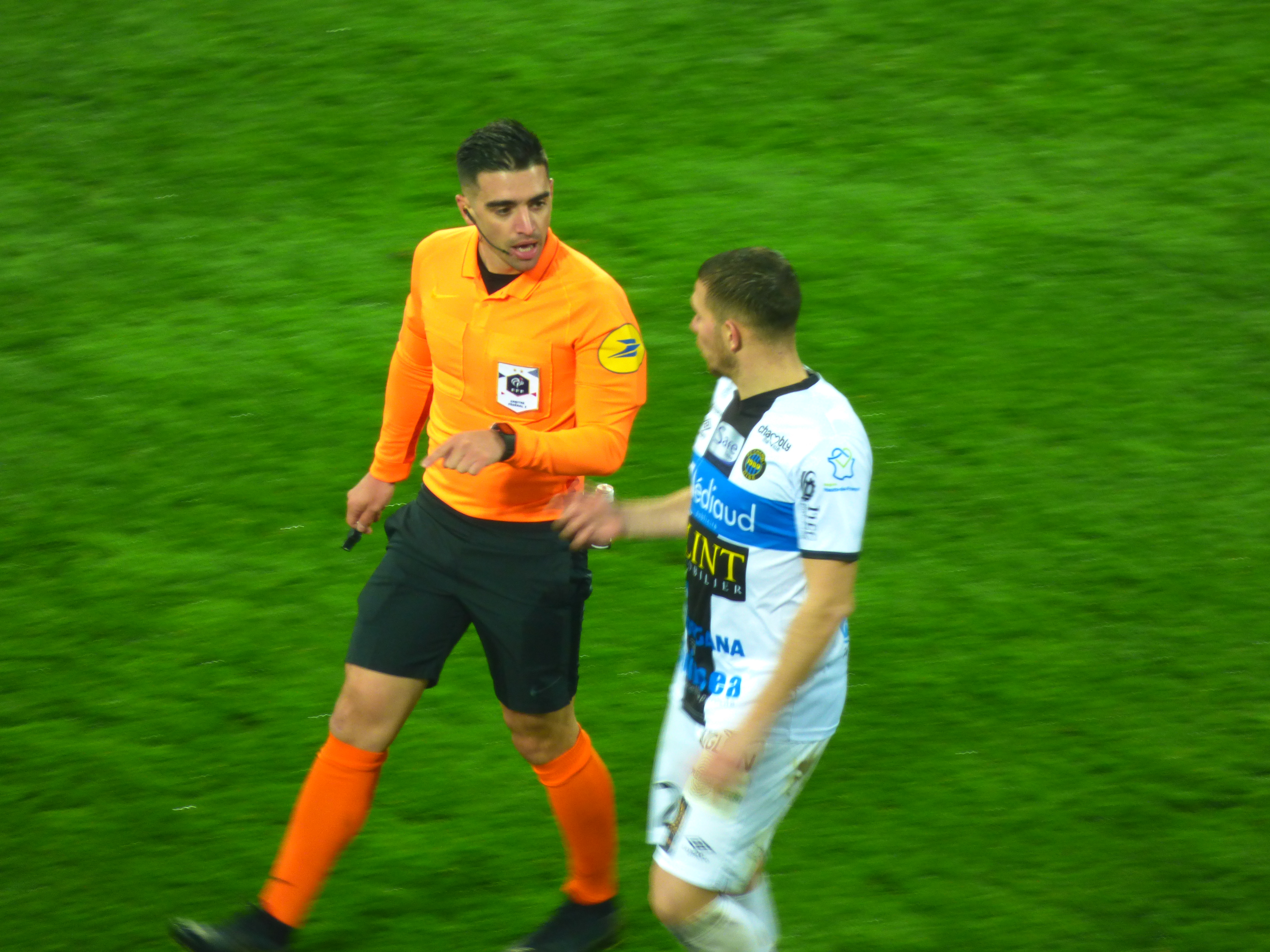
Pierre Gaillouste le 3 décembre 2019.

### Relégation
En mai 2024, la Commission fédérale des arbitres a statué sur les évaluations et les classements de la saison 2023-2024 des différentes catégories d'arbitres fédéraux. Vingtième et dernier de ce classement, Pierre Gaillouste est relégué en Ligue 2,,,,. Il continue d'apparaitre en Ligue 1 en qualité d'arbitre VAR.

### Anecdote - Surnom de "Monsieur Carton Rouge"
Un événement marquant dans la carrière de Pierre Gaillouste s’est déroulé le 12 septembre 2022, lors d’un match de Ligue 2 entre Metz et Guingamp au stade Saint-Symphorien. Au cours de cette rencontre chaotique, l’arbitre a distribué trois cartons rouges et sifflé deux penaltys, dans un match qui s’est conclu par une victoire spectaculaire de Guingamp (6-3).
Cependant, l’intensité du match a pris une tournure inattendue lorsqu’un troisième joueur messin a été expulsé. Face à la colère des supporters, dont l’un est entré sur le terrain pour protester, Pierre Gaillouste a décidé d’interrompre la rencontre pendant près de 30 minutes, jugeant que la sécurité de son équipe arbitrale n’était plus garantie. Cet épisode a marqué les esprits et suscité de nombreux débats sur les réseaux sociaux, renforçant sa réputation de rigueur sur le terrain. Quelques jours plus tard, il expulsait Sergio Ramos lors d’un match de Ligue 1 entre Reims et le Paris Saint-Germain, ce qui lui a valu le surnom humoristique de "Monsieur Carton Rouge" parmi les supporters de la Ligue 1.

## Statistiques
*Comprenant les rôles d'arbitre central, arbitre assistant et arbitre VAR
| Catégorie             | Nombres de matchs | Catégorie                                     | Nombres de matchs |
| Ligue 1               | 125               | UEFA Euro qualifying U17                      | 3                 |
| Ligue 2               | 115               | UEFA Conference League                        | 1                 |
| National              | 47                | UEFA Youth League                             | 1                 |
| National 3            | 1                 | UEFA Conference League Qualification          | 1                 |
| Coupe de France       | 23                | Championnat d'Europe des moins de 17 ans 2024 | 4                 |
| Coupe de la Ligue     | 4                 | Liga Portugal (Portugal)                      | 1                 |
| UEFA Europa League    | 2                 | UEFA Euro qualifying U21                      | 2                 |
| UEFA Champions League | 1                 | Promotion d'honneur (Luxembourg)              | 1                 |
| --------------------- | ----------------- | --------------------------------------------- | ----------------- |